# سید محمد طباطبایی
سید محمد طباطبائی همدانی (زاده ۱۲ بهمن ۱۲۲۰ در کربلا –درگذشته ۱۹ دی ۱۲۹۹ در تهران) معروف به سنگلجی ،مجتهد و فقیه شیعه، مبارز سیاسی و از رهبران جنبش مشروطه ایران بود.

## تولد و خانواده
سید محمد طباطبایی سنگلجی در ۱۹ ذی الحجه سال ۱۲۵۷ ق، در کربلا دیده به دنیا گشود. وی در یک سالگی به همدان مهاجرت کرد و در حدود شش سال را نزد جدش سید مهدی طباطبایی گذراند و آنگاه به تهران آمد و نزد پدرش سید محمدصادق طباطبایی که از علمای شیعه بود پرورش یافت.پدرش سید صادق سنگلجی همدانی (درگذشته ۱۲۹۹ ق) از مجتهدان و قاضیان شرعی دارای محکمه در تهران عصر ناصری اصلیت همدانی داشته و از آنجاکه امامت مسجد سنگلج را بعهده داشته است سنگلجی نیز نامیده شده است.
برادر وی سید احمد طباطبایی بر خلاف آقا سید محمد هوادار شیخ فضل الله نوری بود.

## تحصیلات
سید محمد پس از تحصیل ادبیات و مقدمات علوم دینی، فقه و اصول را نزد پدرش آموخت و حکمت و علوم عقلی را در مکتب میرزا ابوالحسن جلوه، حکیم نامور آن عصر فراگرفت. او همچنین مدتی نیز نزد شیخ هادی نجم آبادی به کسب تعالیم اخلاقی پرداخت و پس از آن به حوزه علمیه سامرا رفت.
طباطبایی در ۱۵ شوال ۱۲۹۹ به عزم سفر مکه مکرمه، تهران را ترک کرد و از راه دریای خزر به سمت آسیای صغیر و آنگاه به اسلامبول رفت و از آنجا به مکه و مدینه مشرف شد؛ سپس راهی نجف، کربلا، سامرا و کاظمین شد و در سامرا نزد میرزای شیرازی رسید و برای تحصیل سطح عالی در آن حوزه، رحل اقامت افکند.

## در مشروطه
طباطبایی به روسیه و عثمانی سفر کرده و مشروطه اول عثمانی را دیده و از معدود مشروطه خواهان بوده که با مفاهیم اصلی مشروطیت مثل اهمیت مجلس و مشارکت مردمی آشنا بوده است.
طباطبایی و بهبهانی دو رهبر اصلی مشروطه در تهران بودند که به سیدین سندین معروف بوده‌اند.در آغاز جنبش مشروطه همراه با سید عبدالله بهبهانی، به مخالفت با عین‌الدوله و استبداد پرداخته در سال ۱۲۸۴در تحصن شاه‌عبدالعظیم شرکت داشت.
پس از قبول شاه و بازگشت از تحصن عین الدوله از اجرای تعهدات مربوطه از قبیل ایجاد مجلس طفره میرفت برای همین طباطبایی در نامه ای به وی اخطار میکند  اگر مجلس و عدالتخانه ایجاد نشود عنقریب ایران برباد خواهد رفت و در صورت تعلل ؛یک تنه عمل خواهد کرد. این عبارت (یک تنه عمل خواهد کرد)  رعشه بر بدن عین الدوله انداخته عده ای سرباز را احضار کرده اعلام میکند روحانیون قصد اعلام جهاد دارند.
در ۲ تیر ۱۲۸۷ ش لیاخوف و شاپشال  بدستور محمدعلی شاه مجلس را به توپ بسته طباطبایی و بهبهانی به باغ امین الدوله گریختند در آنجا ماموران  آنها را دستگیر محاسن آنها را کنده و با توهین فراوان به باغشاه که محمد علیشاه در آنجا بود بردند. سپس وی به خراسان تبعید شد. با پیروزی مشروطه‌خواهان به تهران بازگشته در ایجاد حزب اعتدالیون اجتماعیون شرکت کرد.
ناظم‌الاسلام کرمانی در کتاب تاریخ انقلاب مشروطه، صفحهٔ ۶۲ در شرح زندگی سید محمد طباطبایی به کسب اخلاق از شیخ هادی نجم‌آبادی اشاره نموده است. 
قزوینی می‌نویسد: زمانی که شیخ هادی از جانب پدر سید محمد طباطبایی (سید صادق) تکفیر گردید فرزندش سید محمد نیز عقاید پدر را رد نمود. 
حمایت وی از کسانی چون نصرالله ملک المتکلمین و جمال‌الدین واعظ اصفهانی که مورد خشم برخی روحانیون تهران بودند بیانگر آزادی طلبی اوست.
در زمان جنگ جهانی اول و قحطی بزرگ در ایران، به امپراتوری عثمانی پناهنده شد.  پس از  جنگ جهانی اول، به تهران بازگشت و در همین شهر درگذشت.

## در مورد نویسندگاننشریه صور اسرافیل
بعد از چاپ مقاله‌ای توهین‌آمیز به مقدسات در آن نشریه، طباطبایی به بهبهانی می‌گوید: «آقا شما مقاله صور اسرافیل را خوانده‌اید؟ بهبهانی با خونسردی جواب می‌دهد: بلی. طباطبایی با عصبانیت می‌گوید: نویسندگان این مقاله کافرند و به اسلام توهین کرده‌اند و واجب‌القتل هستند».

## درگذشت

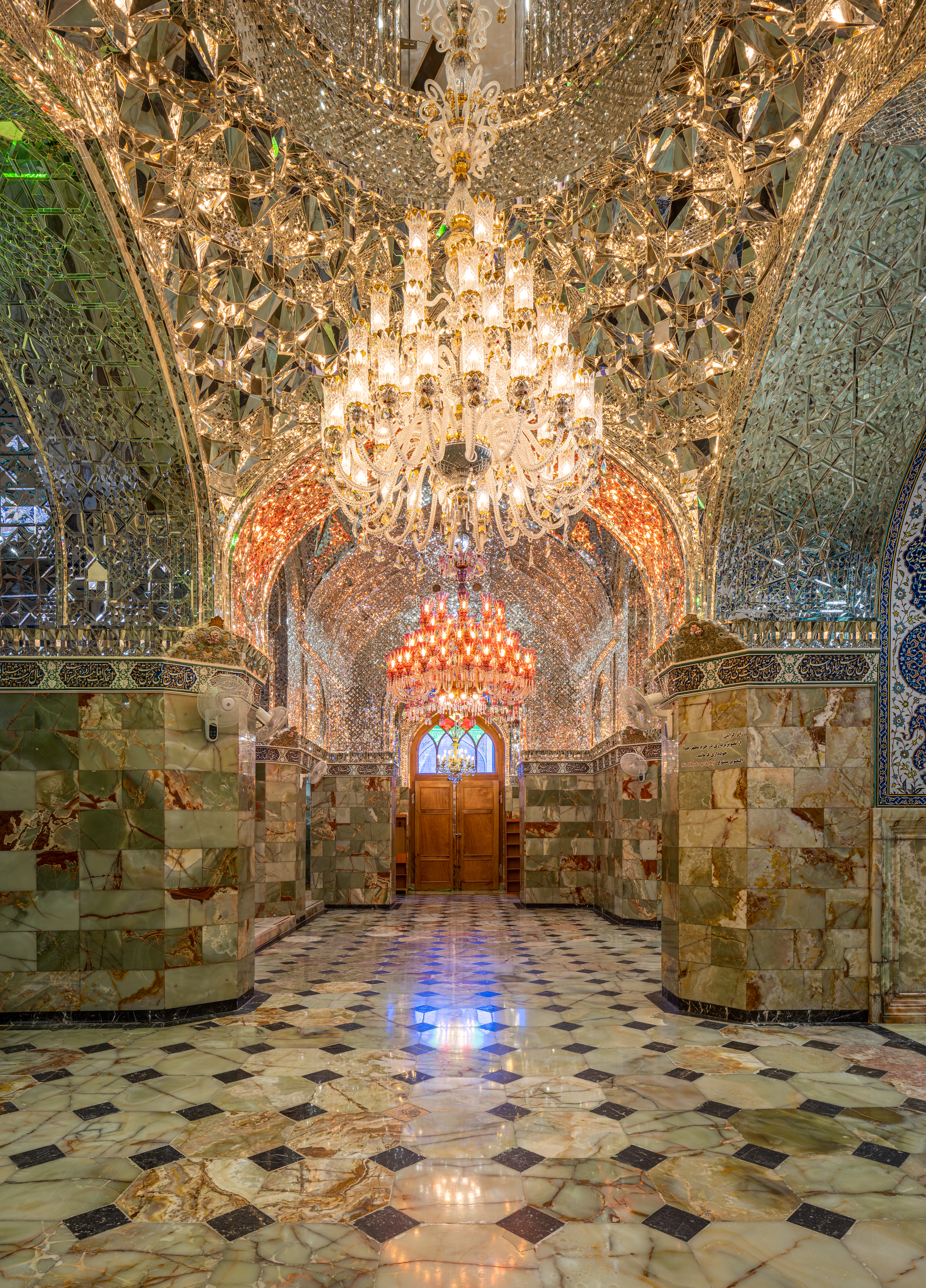
نگاره‌ای از فضای داخلی مسجد طباطبایی در حرم فاطمه معصومه. مسجد طباطبایی در جنوب «روضهٔ مطهره» ساخته شده‌است. بانی این بنا سید محمد طباطبایی، از مجتهدان شیعه و از رهبران جنبش مشروطه ایران بود.

سید محمد طباطبایی در ۲۸ ربیع الثانی سال ۱۳۳۹ ق برابر با ۱۹۲۱ م و ۱۹ دی ۱۲۹۹ شمسی در تهران درگذشت. آرامگاه او در شهر ری و نزدیکی حرم عبدالعظیم واقع است.

## فرزند
سید محمدصادق طباطبایی مسئول روزنامه مجلس و رئیس مجلس شورای ملی فرزند وی است.